# Ablegereife
Der Begriff Ablegereife ist in der Ladungssicherung und Anschlagtechnik ein Fachausdruck, und wird je nach Bereich unterschiedlich definiert, sodass eine einheitliche Definition nicht vorhanden ist. Grundlegend gilt jedoch, dass ab dem Erreichen der Ablegereife das jeweilige betroffene Betriebsmittel unverzüglich außer Betrieb genommen werden muss.

## Anschlagmittel für Ladungssicherung
Bei Anschlagmitteln für die Ladungssicherung bedeutet Ablegereife, dass festgelegte Verschleißmerkmale erreicht worden sind und das Sicherungsmittel deshalb nicht mehr verwendet werden darf. Das Gleiche gilt für Anschlagmittel, die zum Heben und Bewegen von Lasten verwendet werden. Bei Förderseilen ist die Ablegereife der Zeitpunkt, wenn die Seilbruchkraft des jeweiligen Förderseils auf unzulässige Werte vermindert ist. Bei Persönlichen Schutzausrüstungen ist die Ablegereife der Zeitpunkt oder der Zustand, ab dem die jeweilige PSA aus Sicherheitsgründen nicht mehr verwendet werden soll.
Ablegereife der für Sicherungsmittel verwendet wird, die kein zeitliches Ablaufdatum besitzen, sondern so lange genutzt werden dürfen, bis die in der DIN EN 12195 2-4 beschriebenen Verschleißgrenzen erreicht worden sind. Die DIN EN 12195 ist die europaweit gültige Norm zur Ladungssicherung.
Die Ablegereife tritt ein durch:
- bei Spanngurten: Garnbrüche oder Einschnitte von mehr als 10 %, Beschädigungen der Verbindungen (Nähte), Verformung durch Wärmeeinfluss, fehlendes oder unlesbares Kennzeichnungsetikett, Schäden durch Einwirkung von aggressiven Chemikalien (nach DIN EN 12195-2 „Zurrgurte aus Chemiefasern“)[9]

- bei Ratschen: Brüche, Risse, erhebliche Korrosion, Verformungen der Schlitzwelle[7]

- bei Zurrketten: Abnahme der Dicke eines Kettengliedes um mehr als 10 % der Nenndicke, Dehnung eines Kettengliedes um mehr als 5 % des Teilungsmaßes (nach DIN EN 12195-3 „Zurrketten“)[10]

- bei Zurrdrahtseilen: besonders starker Verschleiß durch Abrieb von mehr als 10 % der Dicke, Beschädigung einer Pressklemme / eines Spleißes, starker Drahtbruch, starke Rostbildung, Knicke und Klanken, Quetschungen, bei denen das Seil mehr als 15 % abgeplattet ist. Die Benutzung von Drahtseilklemmen, auch Frösche genannt, ist verboten und führt ebenfalls zur sofortigen Ablegereife (nach DIN EN 12195-4 „Zurrdrahtseile“).[1]

- Schäkel und Schnellverbindungsglieder sind sofort einer weiteren Benutzung zu entziehen, wenn sie folgende Mängel aufweisen: Einschränkung der Funktion, Deformation der Struktur, Beschädigung der Oberfläche.[2]

## Anschlagmittel für Lastenbewegung
Als Anschlagmittel zum Heben und Bewegen von Lasten werden Seile, Ketten, Hebebänder oder Rundschlingen verwendet. Die Ablegereife ist bei diesen Anschlagmitteln erreicht, wenn sie bestimmte in den Normen vorgegebene Beschädigungen oder Schwächungen erhalten haben. Bei Anschlagseilen wird die Ablegereife in erster Linie über die Anzahl der sichtbaren Drahtbrüche, die in einer bestimmten Meßlänge vorhanden sind, bestimmt. Weitere Kennzeichen für die Ablegereife sind Knicke und Kinken (Klanken), der Bruch einer Litze, Lockerung der äußeren Lage in der freien Länge, Quetschungen in der freien Länge, Korrosionsnarben, Beschädigungen oder starker Verschleiß der Seil- oder Seilendverbindung. Bei Anschlagketten ist die Ablegereife erreicht, wenn ein Kettenglied verformt oder / und gebrochen ist. Weitere Kriterien für die Ablegereife sind, wenn die ganze Kette oder ein Einzelglied eine innere Längung von 5 % hat oder wenn die mittlere Gliedstärke an irgendeiner Stelle um mehr als 10 % gegenüber der Ketten-Nenndicke abgenommen hat. Bei Hebebändern gelten stärke Verformungen aufgrund von Wärmeeinwirkungen, Schäden aufgrund aggressiver Stoffe, Beschädigungen der Beschlagteile oder Beschädigungen der aufvulkanisierten Gummiauflage als Kriterium für die Ablegereife. Des Weiteren ist die Ablegereife erreicht, wenn Garnbrüche oder Garnschnitte im Gewebe von mehr als 10 % des Querschnittes vorhanden sind oder wenn bei dem Hebeband Beschädigung der tragenden Nähte vorhanden sind.

## Förderseile
Bei Förderseilen gilt für die Ablegereife nicht ein fixer Zeitpunkt, sondern das Erreichen von in den Normen genannten Ablegekriterien. Eines der wichtigsten Kriterien zur Erkennung der Ablegereife ist hierbei das Erreichen einer definierten Anzahl an sichtbaren Drahtbrüchen. Aber auch der durch den Betrieb entstehende Verschleiß sowie die Korrosion haben einen Einfluss auf den Zeitpunkt der Ablegereife. Dabei ist das Erreichen der Ablegereife auch davon abhängig, ob es sich um ein hochbeanspruchtes oder normalbeanspruchtes Seil handelt. Insbesondere spielt hier die Schwellspannung eine entscheidende Rolle. Zur Beurteilung des Zeitpunktes der Ablegereife spielen die Betriebsverhältnisse, unter denen das Seil eingesetzt wird, eine entscheidende Rolle. So beeinflussen die Mehrlagenwicklung auf Seiltrommeln oder die seitliche Ablenkung beim Lauf über die Seilscheiben die Seillebensdauer und damit auch die Ablegereife der Seile. Des Weiteren sind die vom Seil absolvierten Tonnenkilometer von großer Bedeutung für die Ablegereife. Einen nicht unerheblichen Einfluss auf die Ablegereife hat bei laufenden Seilen auch die Zahl der Biegewechsel, insbesondere in Abhängigkeit vom Seilscheibendurchmesser. Des Weiteren ist die Ablegereife erreicht bei starken Seilverformungen und / oder Litzenbruch.

## Seile und Ketten für Hebezeuge
Für die Ablegereife von Seilen und Ketten für Hebezeuge gibt es verschiedene Kriterien. Für Drahtseile, die für Hebezeuge verwendet werden, gibt es in den aktuellen Normungen Kriterien, mit denen die Ablegereife eines konventionellen, für Hebezeuge genutzten, Drahtseiles festgelegt ist. Für die Ermittlung der Ablegereife von Ketten für Hebezeuge wurde ein Messsystem entwickelt, das die lebensdauerrelevanten Größen erfasst und verarbeitet. Für hochmodulare Faserseile wurden verschiedene Berechnungen und Messmethoden zur Erkennung bzw. Ermittlung der Ablegereife entwickelt. Bei den jeweiligen Analysemethoden wird die Ablegereife entweder durch Analyse der Fransenbildung der Seilfasern, durch Messung der Schlaglängenänderung des Seiles oder durch Abnahme des Seildurchmessers und / oder Veränderung der Seilstruktur bestimmt. Weiterhin werden Faserseile für Krane mit bestimmten Merkmalen ausgestattet, die die Erkennung der Ablegereife ermöglichen und somit einen sicheren Einsatz auf unterschiedlichen Kranarten ermöglichen. Hierfür werden sogenannte Ablegereifeindikatoren in Form von farbigen Zwischenschichten in das Seil integriert, die den Verschleiß des Seiles sichtbar machen. Ein anders Verfahren zur Erkennung des Seilverschleißes sind in das Seil integrierte Sensorfäden, die eine Temperaturerhöhung, z. B. durch Reibung, des Seils durch eine bleibende Veränderung des elektrischen Widerstands ermitteln lassen. Letztendlich lässt sich die Ablegereife durch eine kamerabasierte Ablegereifeerkennung feststellen, welche in automatisierte Seilprüfgeräte integriert ist.

## Persönliche Schutzausrüstung
Die Ablegereife von persönlicher Schutzausrüstung kann auch ohne äußere erkennbare Schäden durch Alterung erreicht werden. Damit die dadurch erreichte Ablegereife rechtzeitig erkannt werden kann, muss der Hersteller auf der betreffenden PSA, z. B. PSA gegen Absturz, das Datum der Ablegereife oder den Monat und das Jahr der Herstellung lesbar anbringen. Zur Bewertung der Ablegereife werden unterschiedliche Verfahren und sicherheitstechnische Instrumente wie z. B. Gebrauchsanleitung, Sachkundigenprüfung oder Prüfung der Ausrüstung vor dem Einsatz durch den Benutzer verwendet. Sobald Teile der persönlichen Schutzausrüstung äußerlich erkennbare Schäden aufweisen, ist spätestens dann ihre Ablegereife erreicht.